# Baía de Koporie

Litoral sul do Golfo da Finlândia.

A Baía de Koporie (em russo:  Копорская губа, transl. Koporskaia guba) é uma baía de 12 km de extensão no litoral sul do golfo da Finlândia. Possui largura de até 26 km e 20 metros de profundidade. A costa é baixa e rochosa e o interior é coberto por florestas. Faz parte do oblast de Leningrado, Rússia. O único assentamento importante é a cidade de Sosnovy Bor. Os rios Voronka e Sista desaguam na baía. O nome da baía deriva da fortaleza medieval de Koporie, que fica localizada um pouco mais ao sul.